# Ceratocystis platani
 (décembre 2023).
Si vous disposez d'ouvrages ou d'articles de référence ou si vous connaissez des sites web de qualité traitant du thème abordé ici, merci de compléter l'article en donnant les références utiles à sa vérifiabilité et en les liant à la section « Notes et références ».
Espèce
Ceratocystis platani est une espèce de champignons ascomycètes de la famille des Ceratocystidaceae.
C'est un champignon phytopathogène responsable de la maladie du chancre coloré du platane. En Europe, il est signalé pour la première fois en Provence en 1974. Il est en France à l'origine de la mort de 45 000 platanes dans la région de Cavaillon. Le long du canal du Midi, de nombreux foyers infectieux ont été détectés. Les 42 000 platanes qui bordent les berges du canal devraient être abattus et remplacés. Le chancre coloré du platane est un organisme de quarantaine pour l'Union européenne, c'est-à-dire un organisme absent ou présent de façon limitée et pour lequel la lutte est obligatoire. Cette lutte est organisée de façon réglementaire.

## Taxinomie

### Synonymes
Synonymes : 
- Ceratocystis fimbriata f. sp. platani.

## Le champignon plus précisément
L’agent responsable de cette maladie est un champignon, Ceratocystis platani qui est apparu pour la première fois dans l'Est des États-Unis, en 1929 dans la ville de Gloucester City dans l'état du New-Jersey.
Le chancre coloré est une maladie grave qui cause la mort chaque année de nombreux platanes. Un platane infecté par ce champignon n’a aucun moyen de défense efficace et meurt très rapidement, en quelques mois ou quelques années. Une des caractéristiques de cette maladie est l'absence de bourrelet cicatriciel en bordure des chancres observables sur l'écorce.
Ce parasite pénètre par une blessure (outils de tailles, travaux de terrassement, etc.) et se transmet d’arbre en arbre par les systèmes racinaires.
Le chancre coloré est présent dans la moitié sud de la France, depuis qu'il aurait été introduit accidentellement par l'intermédiaire des caisses de munitions en bois contaminées par le champignon, amenées par les troupes américaines lors du débarquement de Provence en 1944. Il serait apparu pour la première fois l'année suivante sur des platanes du parc Borély à Marseille où avait justement été stocké du matériel de guerre américain,.
Il gagne chaque année de nouveaux territoires et met en péril le patrimoine arboré des zones rurales et urbaines. En région PACA, il est responsable de la disparition d’environ 2 000 platanes par an. Les départements les plus touchés sont le Vaucluse et les Bouches-du-Rhône.

## Mesures sanitaires et réglementaires
Cette maladie fait l'objet de mesures de lutte obligatoire sur tout le territoire français, définies par l'arrêté du 22 décembre 2015 relatif à la lutte contre Ceratocystis platani, agent pathogène du chancre coloré du platane. Les principes de la lutte sont les suivants :
- déclaration obligatoire de toute suspicion auprès de la DRAAF de la région concernée ;
- établissements des zones délimitées ;
- interdiction de plantation ;
- mesures d'éradication ;
- mesures de surveillance ;
- mesures prophylactiques (notamment par l'abattage des arbres environnants de ceux déjà contaminés).

« Toute personne est tenue d’assurer une surveillance générale du fonds lui appartenant ou exploité par elle. Toute personne est tenue de déclarer immédiatement la présence ou la suspicion de symptômes de chancre coloré du platane au préfet de région selon les modalités prévues à l’article R. 251-2-2 du code rural et de la pêche maritime. »

## Images de platanes atteints parCeratocystis platani

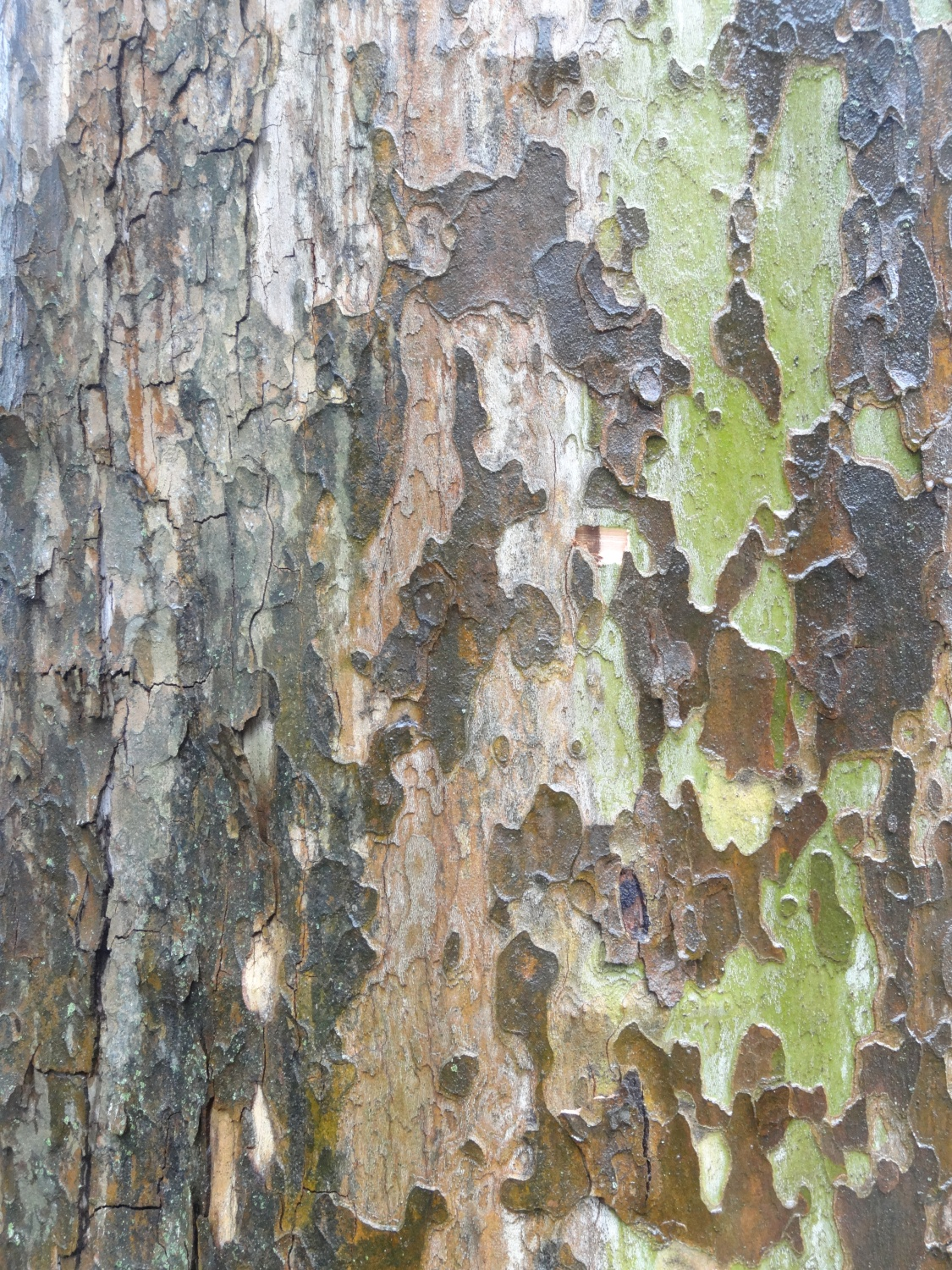
Aspect de l'écorce d'un platane atteint par Ceratocystis platani.
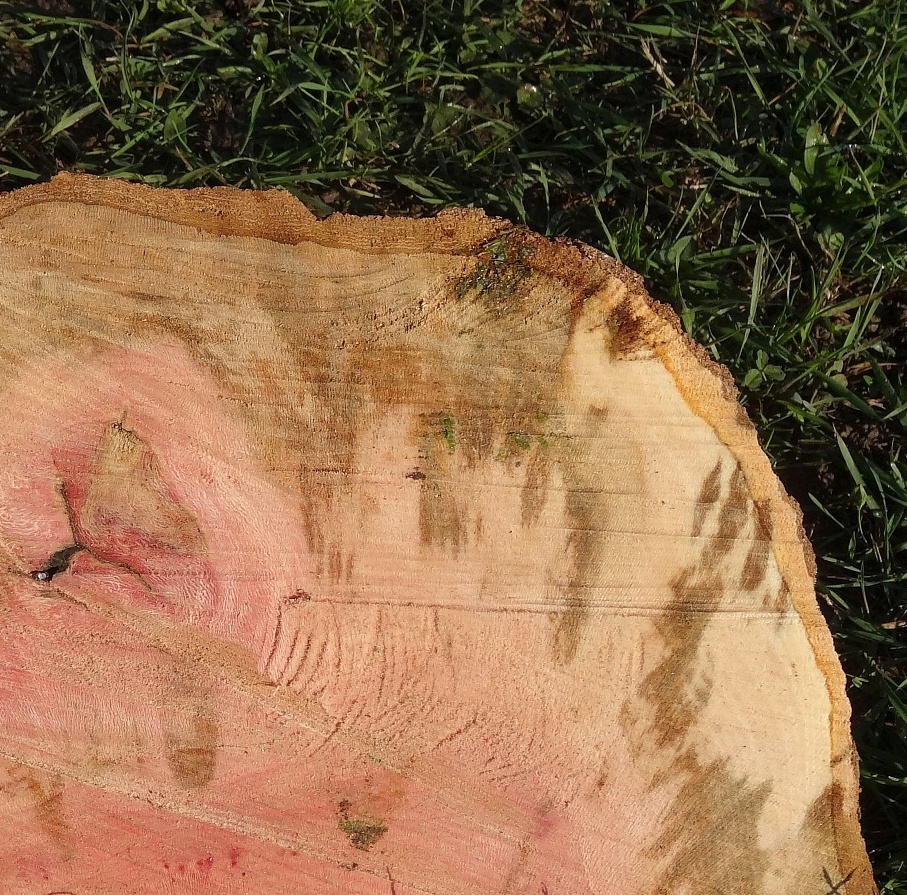
Symptômes sous-corticaux : noter les zones sombres qui correspondent au bois nécrosé, atteint par Ceratocystis platani.

## Autres pathologies
Le chancre coloré n'est pas le seul à endommager le platane, le tigre du platane, une punaise, aussi cause des dommages à cet arbre.

## Au cinéma
Le film Sans toit ni loi mentionne la maladie due au Ceratocystis fimbriata f. sp. platani. Les répliques correspondantes sont à 0 h 46 min 54 s : « Un champignon qui ressemble au cancer. Ceratocystis fimbriata. » Puis à 0 h 46 min 56 s "Mais on dit chancre coloré."